# Остроградские
Остроградские — старинный украинский дворянский род, выходцы из казацкой старшины Гетманщины.
История дворянского рода этой фамилии начинается от Ивана Остроградского, бунчукового товарища, жившего в половине XVII века. Его сын, Матвей, был миргородским полковым судьей (1715), а сын последнего, Фёдор, полковником миргородским (1752 год). От них ведут происхождение:
- Остроградский, Михаил Васильевич (1801—1861) — российский математик
- Остроградский, Михаил Михайлович (1870—1921) ― российский и украинский адмирал.

От Ивана Васильевича Остроградского (1748—1818) происходят его внуки, двоюродные братья:
- Остроградский, Всеволод Матвеевич (1843—1932) — начальник 2-й гвардейской кавалерийской дивизии, член Государственного совета
- Остроградский, Александр Фёдорович (1852—1907) — директор училища глухонемых[1].

Род дворян Остроградских был внесён Губернским дворянским депутатским собранием в VI часть дворянской родословной книги Полтавской и Черниговской губерний Российской империи и был утверждён Герольдией Правительствующего Сената в древнем (столбовом) дворянстве.

## Описание герба
Щит разделён на четыре части, из них в первой части в голубом поле изображены крестообразно булава и пернач. Во второй части в золотом поле из облака выходящая в латах рука, держащая поднятый меч, обвитый лаврами. В третьей части в серебряном поле меч, на рукоятке коего помещён панцирь. В четвёртой части в красном поле крестообразно изображены лук и колчан со стрелами.
Щит увенчан дворянскими шлемом и короной. Нашлемник: птица пеликан, питающий из груди своей детей. Намёт на щите красный и серебряный, подложенный золотом и голубым. Герб дворянского рода был записан в Часть X Общего гербовника дворянских родов Всероссийской империи, страница 113.